# Gewöhnliches Chamäleon
Das Gewöhnliche oder Europäische Chamäleon (Chamaeleo chamaeleon) lebt in Nordafrika entlang der Küste des Mittelmeers, in Israel, Jordanien, Syrien, dem Libanon und der südlichen und westlichen Türkei. In Europa gibt es nur wenige, isolierte Vorkommen. Es lebt im Süden der Iberischen Halbinsel in der portugiesischen Provinz Faro und in den spanischen Provinzen Huelva, Cádiz, Málaga, Granada und Almería, auf Malta, Kreta, Chios, Samos, Zypern und in den italienischen Regionen Apulien und Kalabrien. Die Chamäleons im Süden der Peloponnes sind keine Europäischen, sondern die größeren Afrikanischen Chamäleons (Chamaeleo africanus). Die europäischen Vorkommen beruhen vermutlich auf Einschleppungen durch den Menschen.

## Lebensraum

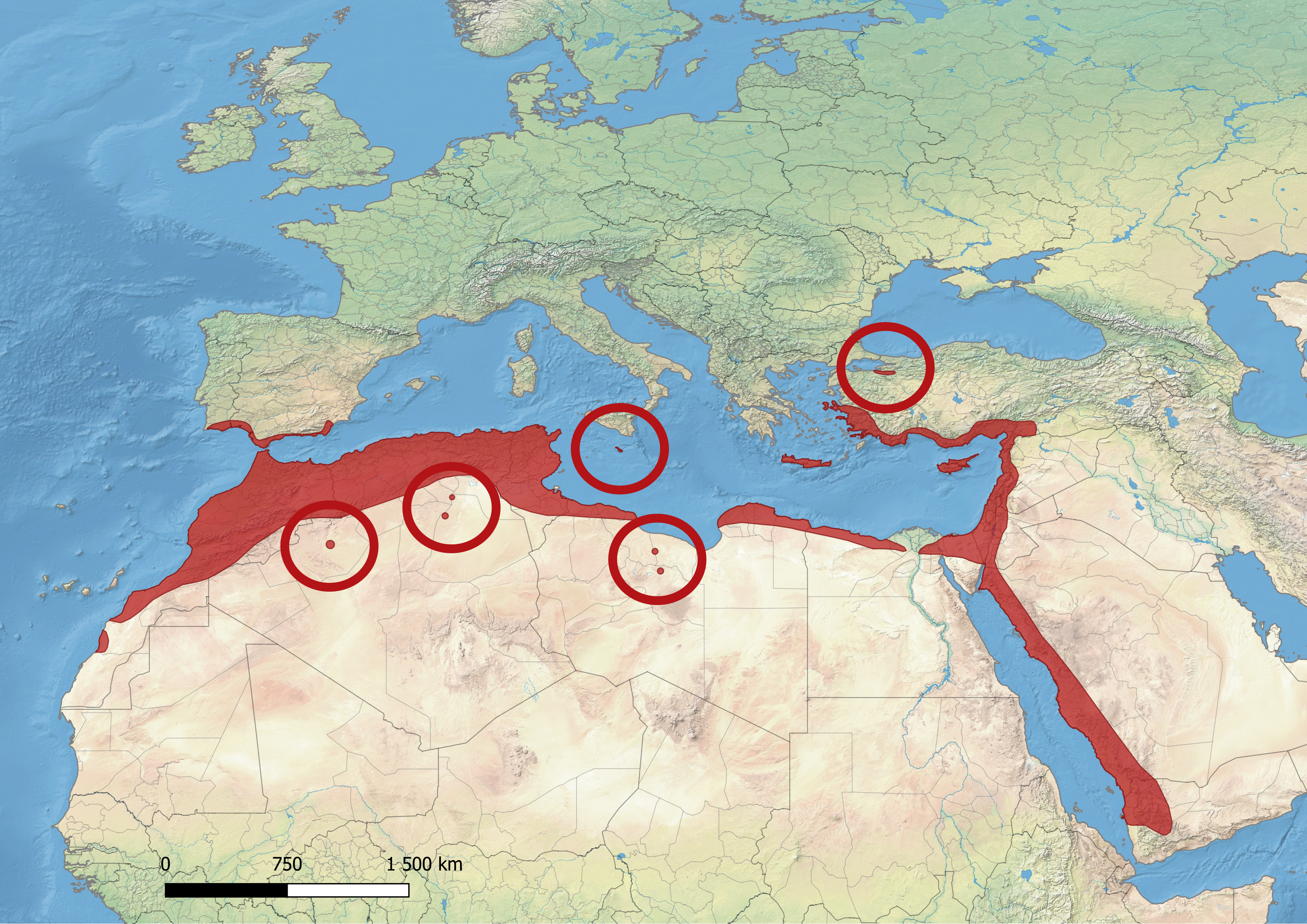
Verbreitungsgebiet (rot)

Gewöhnliche Chamäleons leben vor allem in vegetationsreichen Küstengebieten, wie gut bepflanzten Dünen, aber auch in lichten Wäldern und Buschland, oft in der Nähe von Gewässern. In Nordafrika kommen sie auch in vegetationsarmen Gebieten auf dem Boden lebend vor, in der Provinz Málaga findet man sie noch in Höhen von 900 Metern, außerhalb Europas bis in Höhen von 2600 Meter. Auf der Iberischen Halbinsel sind die Gewöhnlichen Chamäleons Kulturfolger, die auch in Olivenhainen, Eukalyptusplantagen, landwirtschaftlichen Pflanzungen und Gärten, die regelmäßig mit Wasser besprüht werden, anzutreffen sind. In ihrem Lebensraum können Temperaturdifferenzen zwischen Tag und Nacht von bis zu 40 °C vorkommen.

## Merkmale

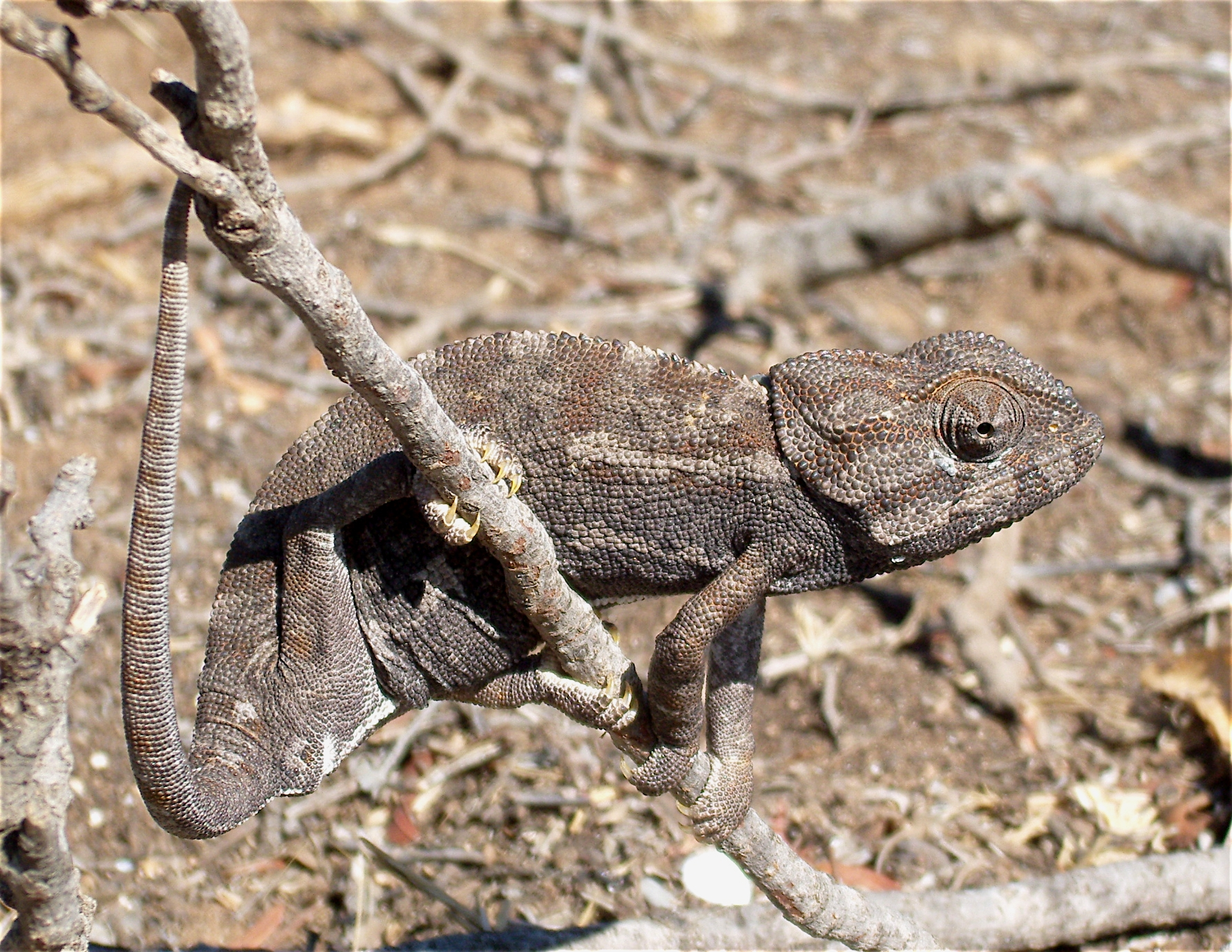
Chamäleon in grauer Färbung

Gewöhnliche Chamäleons werden 20 bis 30 Zentimeter lang. Meist erreichen sie eine Länge von 25 Zentimeter, wovon zehn bis zwölf auf den Greifschwanz entfallen. Ihr Körper ist hochrückig und seitlich abgeflacht. Auf dem Rücken befindet sich ein niedriger Kamm, auf dem Hinterkopf eine auffällige, helmartige Wölbung. Wie bei allen Chamäleons sind ihre Zehen teilweise zu Greifzangen verwachsen und die hervorstehenden Augen unabhängig voneinander beweglich. Das Gewöhnliche Chamäleon ist normalerweise hell- oder olivgrün, mit zwei unregelmäßigen, weißen Längsbändern, kann aber seine Farbe schnell wechseln und grau, schwärzlich oder braun werden und schwarze Flecken bekommen. Nachts sind die Tiere hell bräunlichgrau, bei Erregung werden sie kontrastreicher.

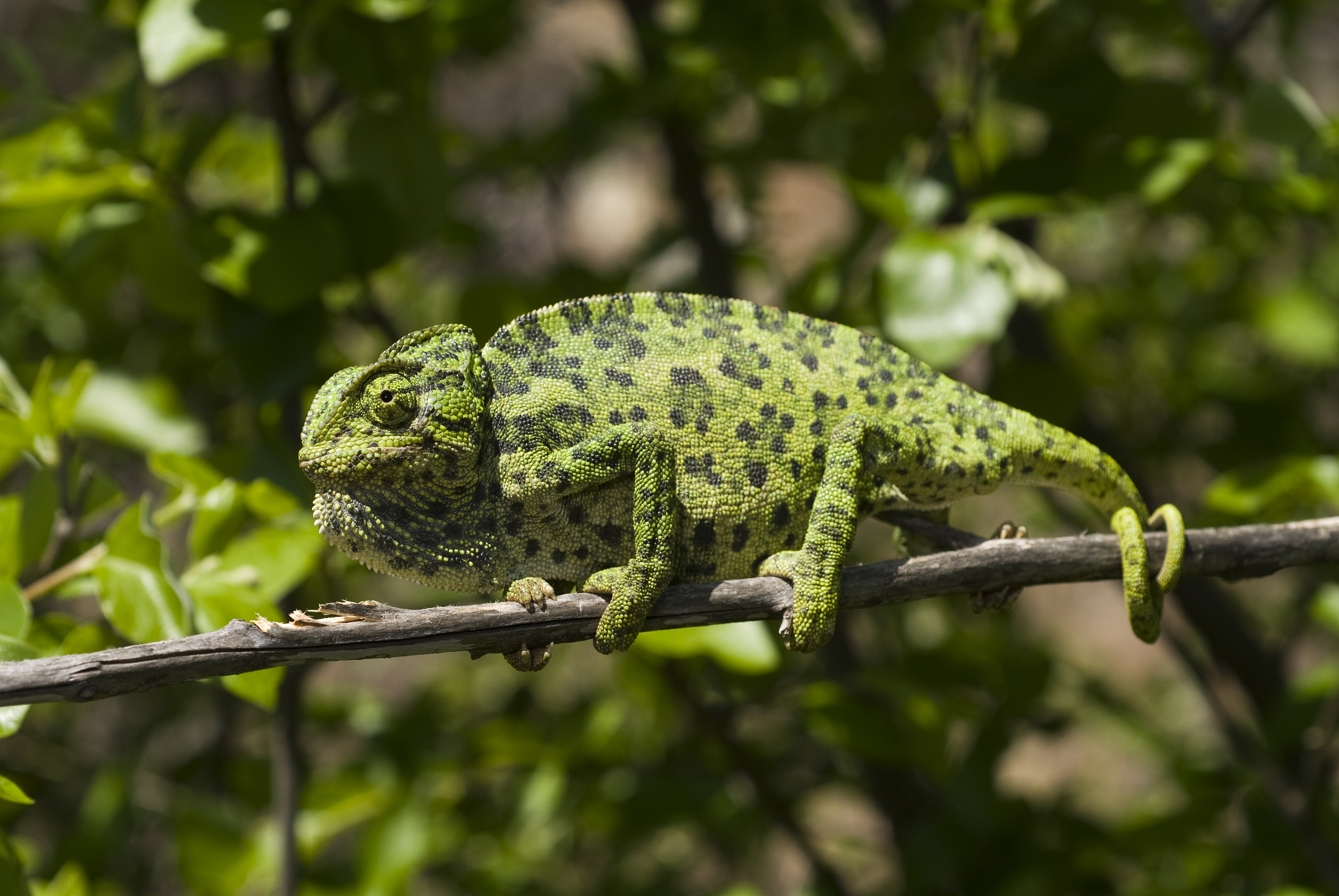
Europäisches Chamäleon (Chamaeleo chamaeleon) mit Stressfärbung (Samos / Griechenland)

## Fortpflanzung
Gewöhnliche Chamäleons paaren sich in den Monaten August bis September. Das Weibchen legt im Oktober oder November, zu Beginn der kühleren, regenreicheren Jahreszeit, 40 bis 60 Tage nach der Paarung 20 bis 50 Eier in selbstgegrabenen Erdlöchern. Die Eier sind 10 bis 19 × 8 bis 12,5 mm groß. Während des Winters ruht die Keimentwicklung. Die Jungen schlüpfen nach acht bis neun Monaten im Juli oder August des folgenden Jahres.